# Соранцо, Джованни
Джованни Соранцо или Сорандзо (итал. Giovanni Soranzo; 1240, Бурано — 31 декабря 1328, Венеция) — 51-й венецианский дож, из знатного венецианского рода Соранцо. Он был избран на должность 13 июня 1312 и правил вплоть до своей смерти. Имея большой опыт в военном и дипломатическом деле, он смог предотвратить участие Венецианской республики в многочисленных конфликтах.

## Биография
Джованни происходил из благородного и древнего рода, в 1310 он был выслан навечно из Венеции за участие в антиправительственном заговоре Баджамонте Тьеполо, но позже ему было разрешено вернуться на родину.
При нём, 10 января 1315 года, в Венеции прошла первая в истории регата, которая проводится и по сей день.

## Правление
Джованни Соранцо был закалённым в боях воином, проведшим многие годы в сражениях на суше и на море. Но несмотря на это, во время его правления Венеция практически не вела войн: экономика процветала, граждане богатели, каждый год заключались новые и новые торговые договоры с иностранными державами. Напряжённость в отношениях с конкурентами, в частности с Генуей сохранялась, но до столкновений дело не доходило. В 1321 году Венецию посетил Данте Алигьери. Время правления Джованни Соранцо можно назвать одним из самых спокойных периодов венецианской истории. Удостоенный множества наград и почестей, окружённый любовью благодарных граждан старый прославленный дож умер 31 декабря 1328 года.